# Assembleia Nacional do Quebec
A Assembleia Nacional do Quebec (em francês:  Assemblée nationale du Québec) é o órgão legislativo do Quebec. 